# Погорелка (Угличский район)
Погорелка — деревня в Угличском районе Ярославской области России, входит в состав Ильинского сельского поселения.

## География
Расположена на берегу речки Ивровка в 12 километрах на восток от центра поселения села Ильинского и в 38 километрах на юго-восток от города Углича.

## История
Каменная Христорождественская церковь построена в 1811 году на средства прихожан. Престолов было три: в настоящей холодной - во имя Рождества Христова, в теплой трапезе: на правой стороне - во имя св. муч. Параскевы, на левой стороне - во имя св. и чуд. Николая. 
В конце XIX — начале XX село входило в состав Кондаковской волости Угличского уезда Ярославской губернии. 
С 1929 года деревня входила в состав Губачевского сельсовета Угличского района, в 1944 — 1959 годах — в составе Ильинского района, с 1954 года — в составе Воскресенского сельсовета, с 1959 года — в составе Ильинского сельсовета, с 2005 года — в составе Ильинского сельского поселения.

## Население
| 1914 | 2007 | 2010 |
| ---- | ---- | ---- |
| 156  | ↘1   | →1   |

## Достопримечательности
В деревне расположена недействующая Церковь Рождества Христова (1811).